# Leptogaster nitens
Leptogaster nitens är en tvåvingeart som beskrevs av Stanley Willard Bromley 1947. Leptogaster nitens ingår i släktet Leptogaster och familjen rovflugor. Inga underarter finns listade i Catalogue of Life.